# Давидівка (Чернівецький район)
Дави́дівка — село в Україні, у Сторожинецькій міській громаді Чернівецького району Чернівецької області.

## Географія
У селі беруть початок річки Гойнець, Кривець, Чернавець — ліві притоки Малого Серету.

## Історія
З 24 серпня 1991 року село входить до складу незалежної України.
29 вересня 2016 року Давидівська сільська рада, в ході децентралізації, об'єднана з Сторожинецькою міською громадою.
17 липня 2020 року, в результаті адміністративно-територіальної реформи та ліквідації Сторожинецького району, село увійшло до складу Чернівецького району.

## Населення
Згідно з переписом УРСР 1989 року чисельність наявного населення села становила 2765 осіб, з яких 1327 чоловіків та 1438 жінок.
За переписом населення України 2001 року в селі мешкало 3096 осіб.

## Мова
Розподіл населення за рідною мовою за даними перепису 2001 року:
| Мова       | Відсоток |
| ---------- | -------- |
| українська | 80,39 %  |
| румунська  | 16,98 %  |
| польська   | 2,18 %   |
| російська  | 0,35 %   |
| молдовська | 0,06 %   |

## Відомі особи
У селі народилися: 
- Йозеф Шмідт (1904—1942) — єврейський оперний співак зі світовим іменем, соліст Брюссельської опери.
- Тащук Петро Онуфрійович (1885 — ?) — сотник-лікар УГА.

## Галерея

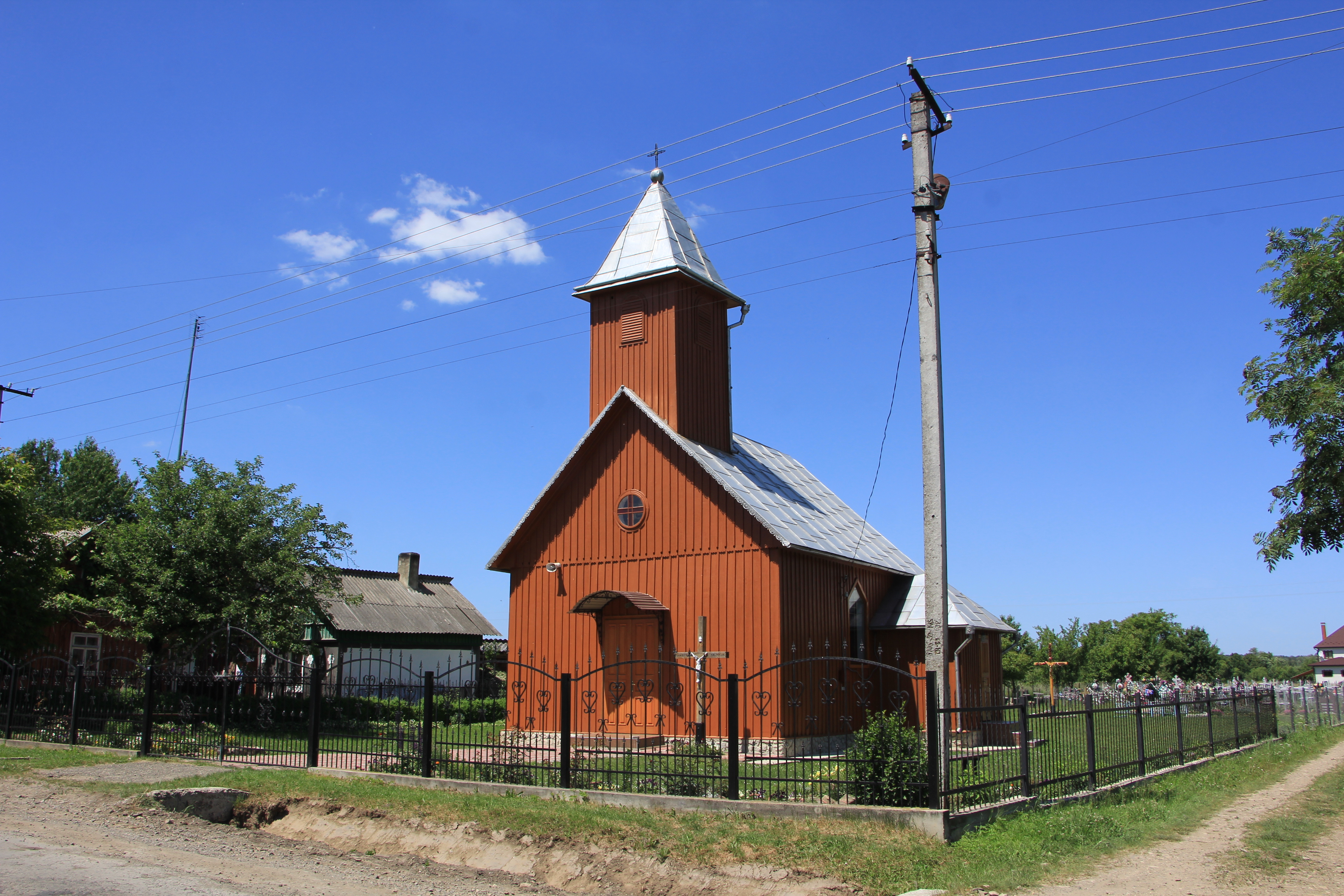
Старий дерев'яний костел
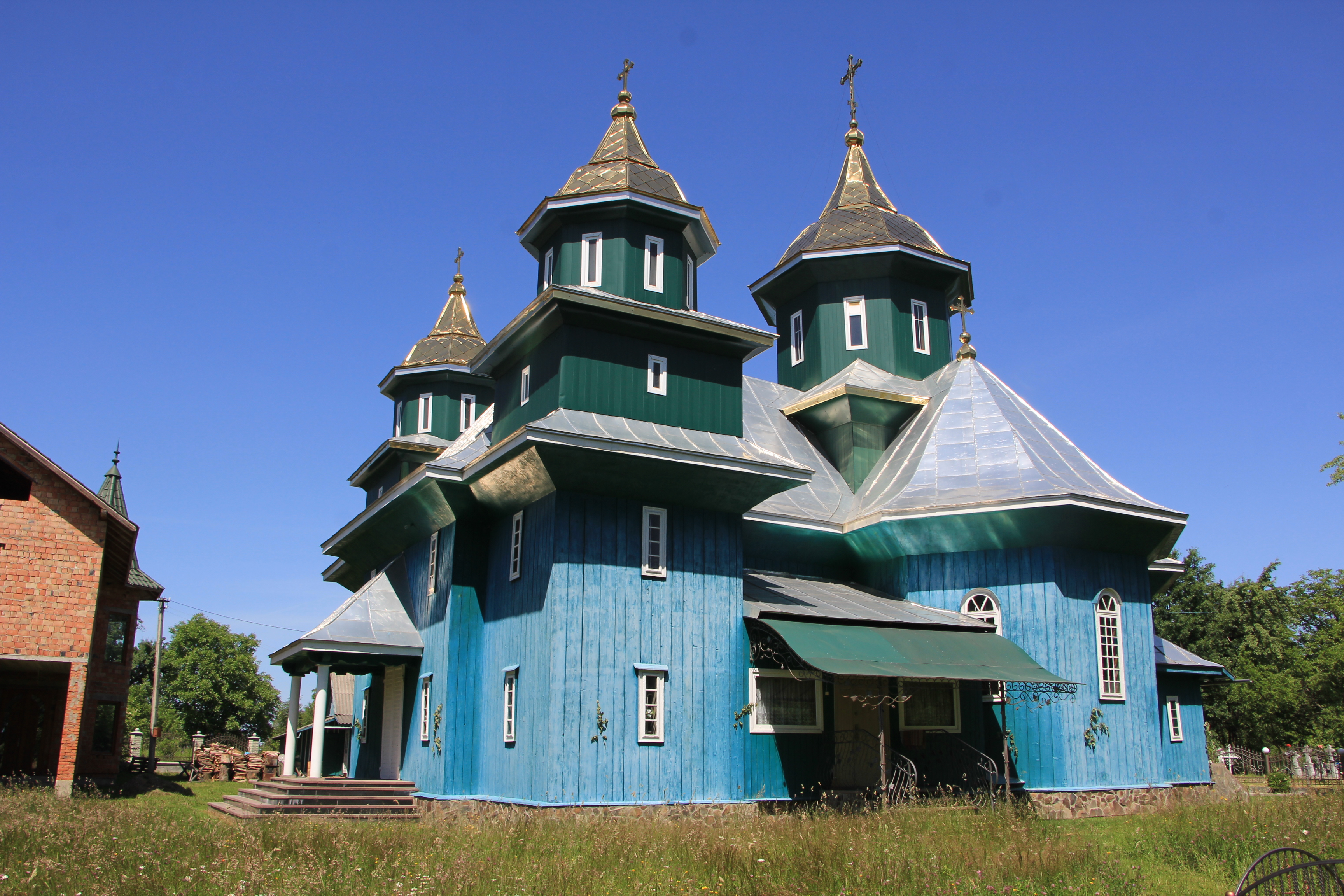
Дерев'яна церква Свв. Арх. Михайла і Гавриїла (1930-ті)
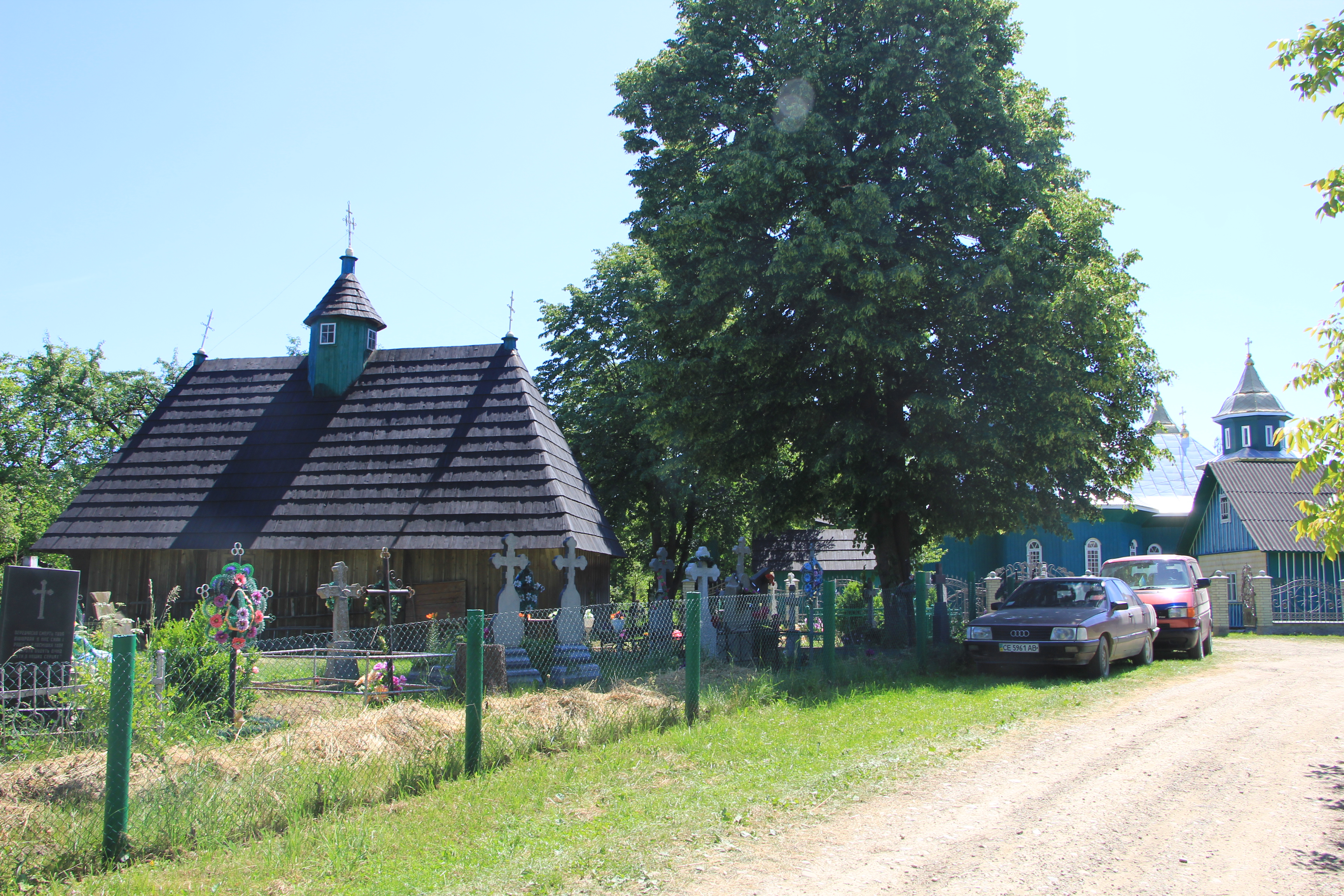
Дерев'яна церква Свв. Арх. Михайла і Гавриїла 1786
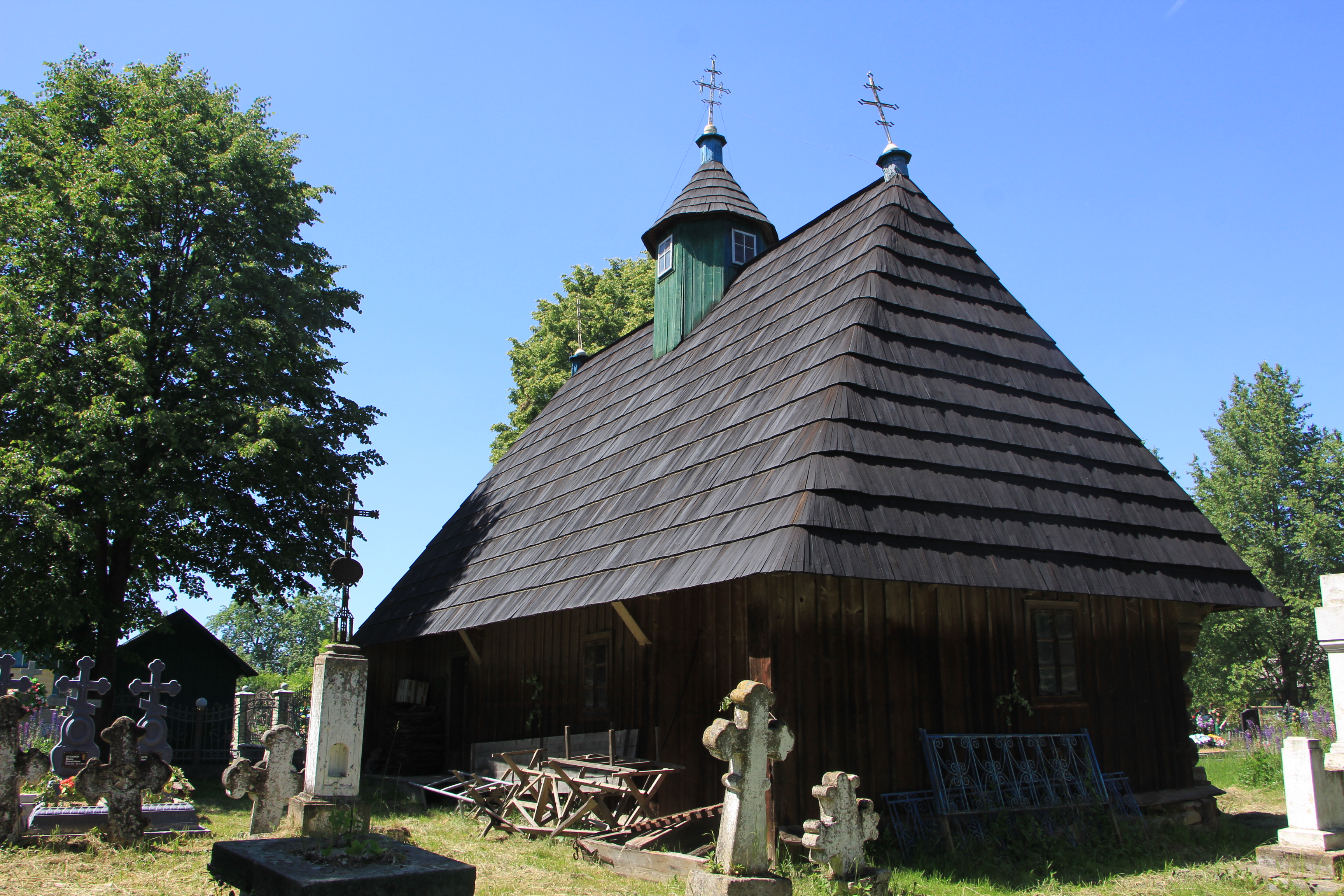
Дерев'яна церква Свв. Арх. Михайла і Гавриїла (1786)
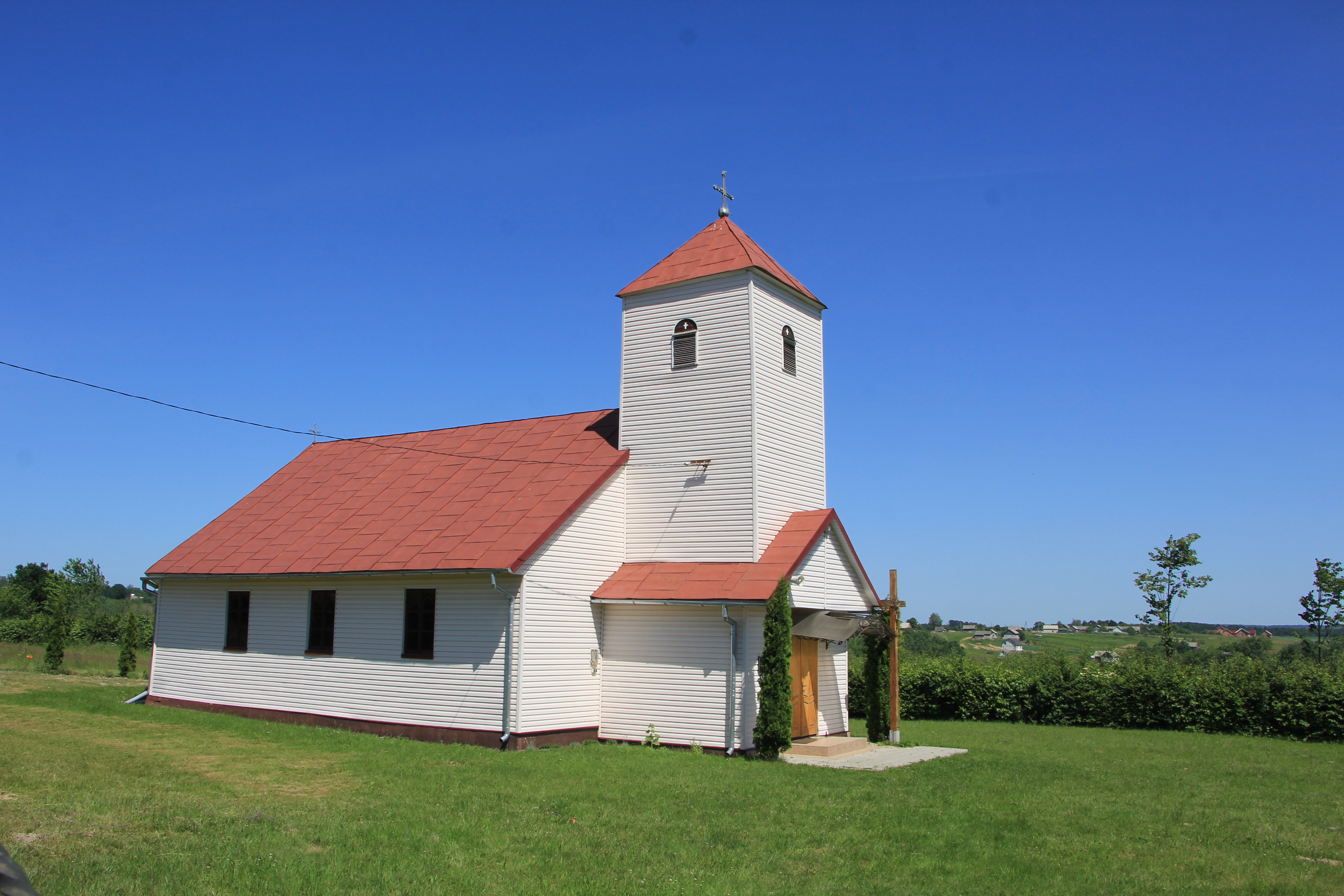
Костел Прсв. Діви Марії (початок ХХ століття)
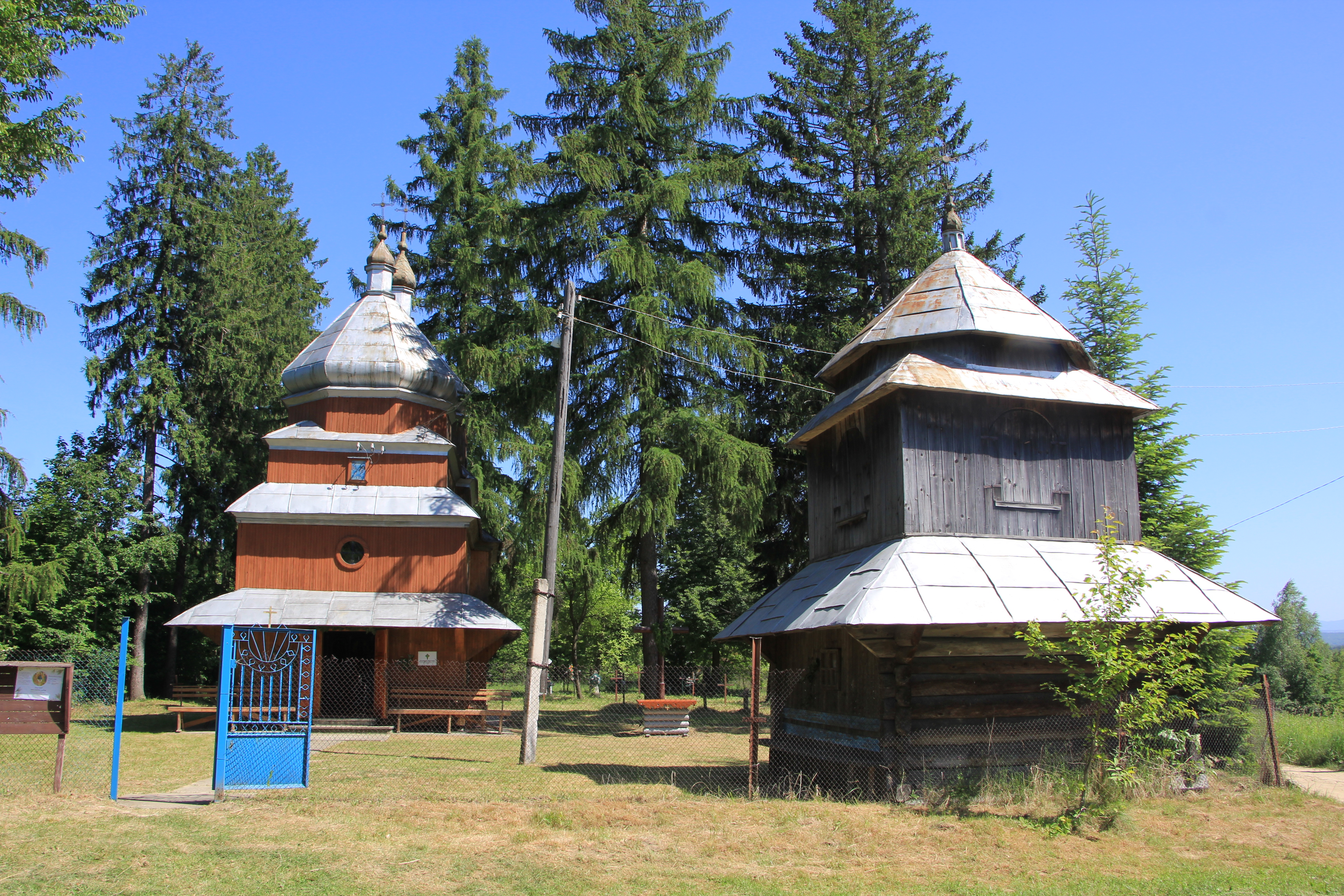
Дерев'яний храм Пресвятої Тройці (ХІХ століття). Українська греко-католицька церква
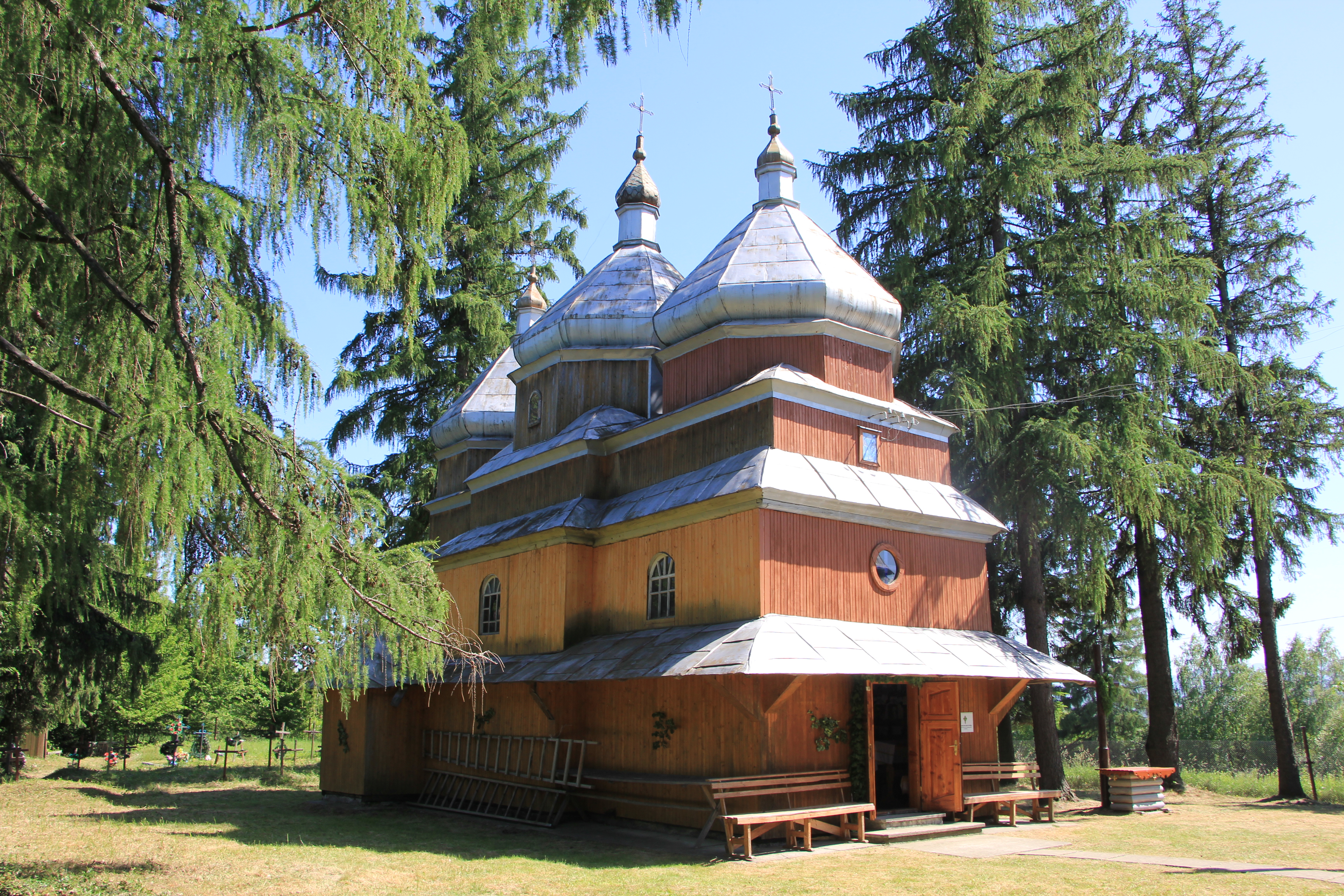
Дерев'яний храм Пресвятої Тройці (ХІХ століття). Українська греко-католицька церква
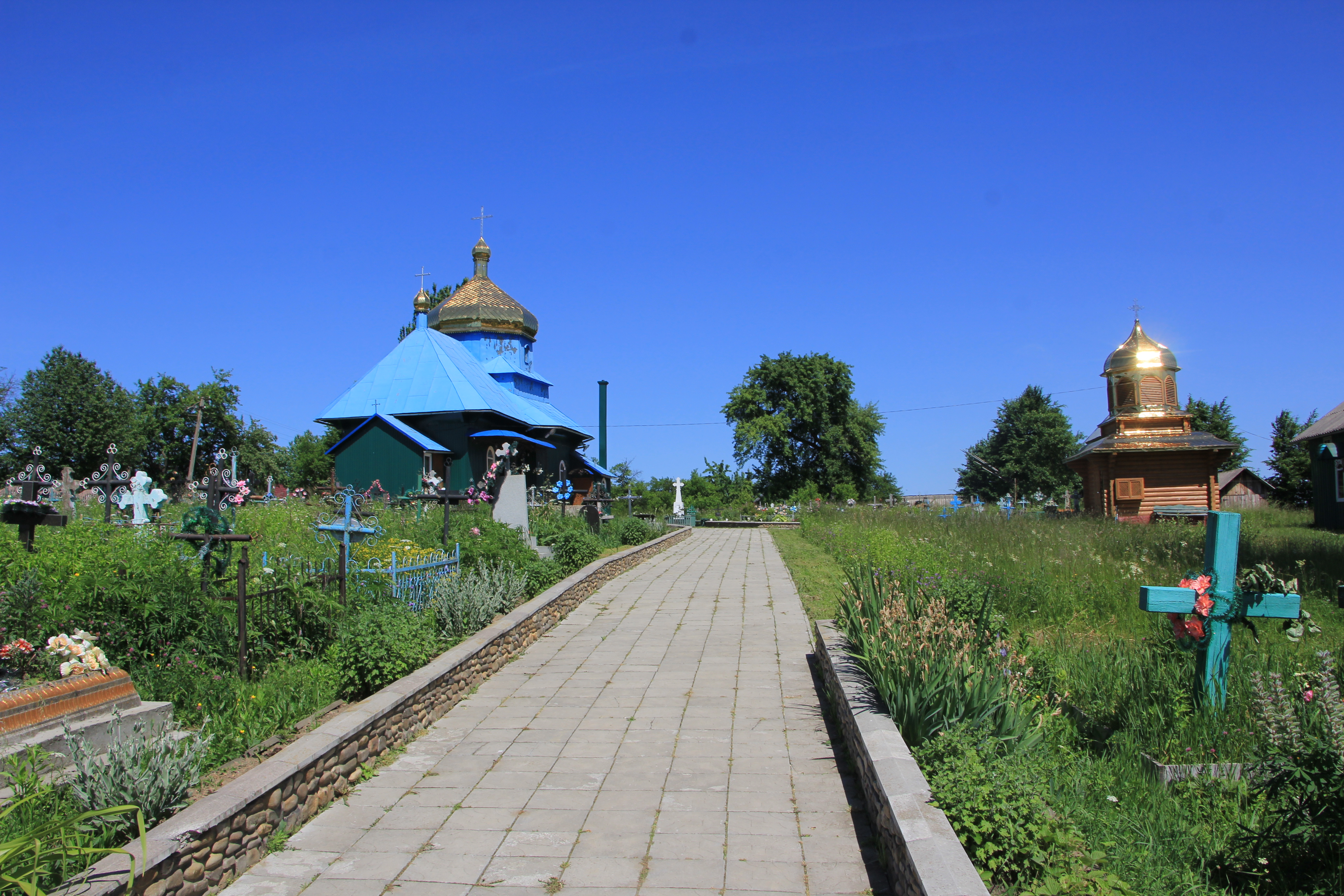
Дерев'яна церква Пр. Трійці
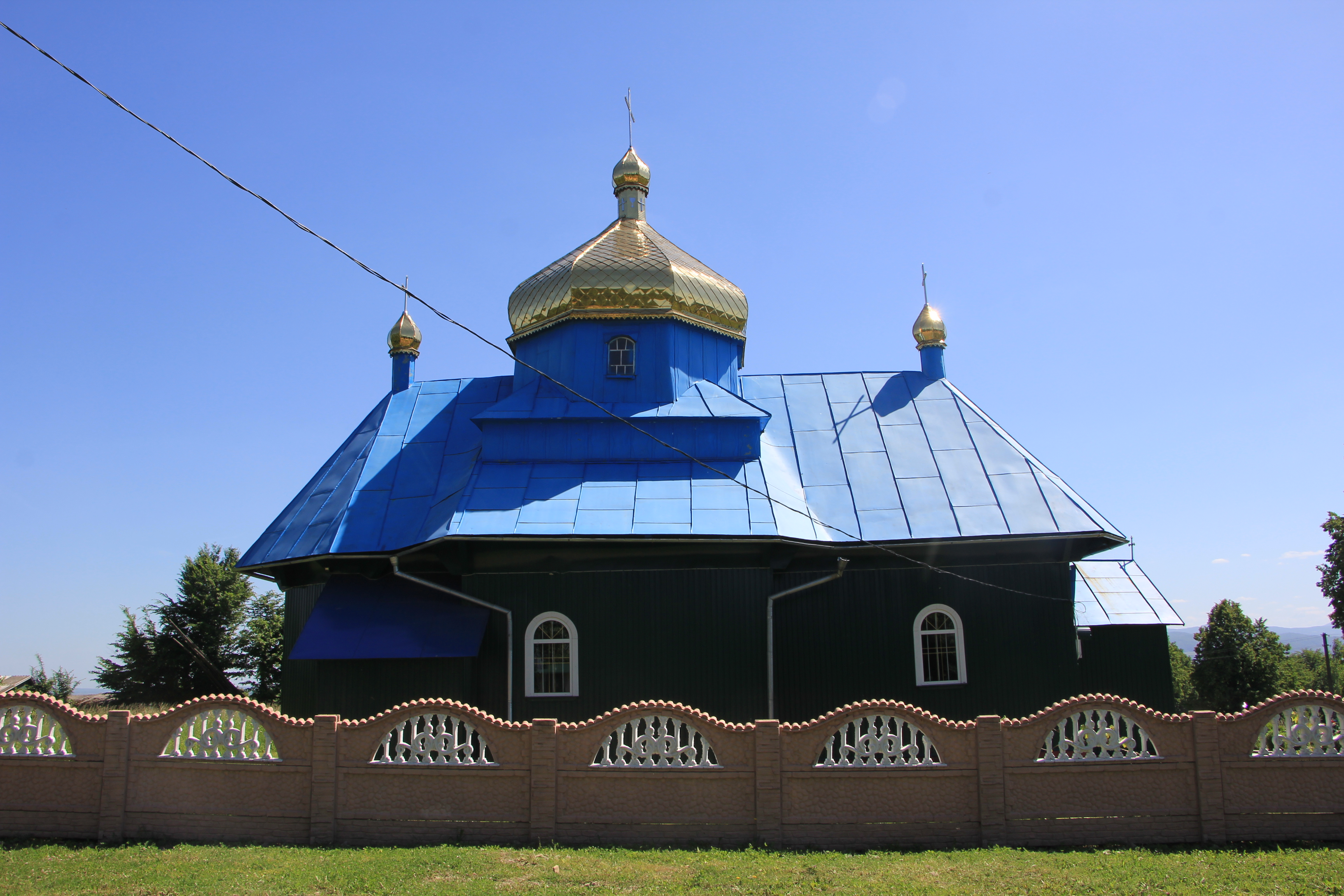
Дерев'яна церква Пр. Трійці